# Akō

Akō (赤穂市 Akō-shi?) este un municipiu din Japonia, prefectura Hyōgo.

## Legături externe
1. ↑  赤穂市統計書 > 土地・気象 > 市域の変遷 (PDF) (în japoneză), arhivat din original la |archive-url= necesită |archive-date= (ajutor)